# Globo Notícia
Globo Notícia foi um boletim produzido e exibido pela TV Globo. Em seu formato original, era exibido em dois boletins diários de segunda a sexta-feira e transmitido em rede nacional. Exibido de 4 de abril de 2005 a 14 de fevereiro de 2014, informava os últimos acontecimentos do Brasil e do mundo. Atualmente, é exibida uma versão do jornalístico pela TV Globo Internacional, no ar desde 5 de junho de 2011, para os Estados Unidos, Canadá, Porto Rico e Europa aos domingos.

## Exibição
O Globo Notícia foi exibido pela primeira vez em 4 de abril de 2005, que naquele mês comemorava 40 anos da Globo. A edição matutina era apresentada de São Paulo por Evaristo Costa ou Sandra Annenberg, e a vespertina era apresentada do Rio de Janeiro por Fátima Bernardes, sendo que, após a saída da mesma do Jornal Nacional, passou a ser ancorada por Patrícia Poeta, que estreou no Telejornal em 06 de Dezembro de 2011. O apresentador do telejornal lê as notícias em pé, em um púlpito dentro das redações de São Paulo, na edição da manhã, e do Rio de Janeiro, na edição da tarde. Um telão vertical facilita a conversa com os repórteres que entram ao vivo. Em 21 de Fevereiro de 2011, com a estreia do programa Bem Estar, a edição matutina passou a ser exibida dentro do programa em HD. A edição vespertina ganhou edição em HD em 2 de dezembro de 2013, igual aos Outros Programas Jornalísticos da Emissora. O Globo Notícia também era exibido aos sábados, depois do Caldeirão do Huck (em 2011, depois da Sessão de Sábado e entre 2012 e 2014, depois da TV Xuxa) com apresentação dos âncoras eventuais do Jornal Nacional, e aos domingos, depois da Temperatura Máxima (antes do Domingão do Faustão ou futebol) com apresentação de Glória Maria, ou eventualmente, por Renata Ceribelli, Pedro Bial ou Zeca Camargo, já que eles faziam o Fantástico. Patrícia Poeta substitiu Glória Maria em 06 de janeiro de 2008 nas edições de domingo, após a mesma deixar o Fantástico no Final de 2007 e Tadeu Schmidt também passou a ser um apresentador eventual do programa aos domingos.

## Exibição para o G1
Após o lançamento do G1 em 18 de setembro de 2006, O Globo Notícia passou a produzir edições matutinas e vespertinas para o portal, além de manter as edições ao vivo em rede nacional. 
Entre 2007 e 2010, as edições e Trechos do Globo Notícia para o G1 eram disponibilizadas no Site Vídeos Globo, o antigo site de vídeos da Globo. A partir de 2011, essas edições foram transferidas para o G1, e a edição matutina passou a ser exibida em HD dentro do programa Bem Estar, restando apenas a edição vespertina ao vivo no G1.
Em 2012, o Globo Notícia, transmitido exclusivamente para São Paulo, foi integrado aos programas locais do estado, como o Bom Dia São Paulo, o SPTV e o Antena Paulista.

## Edição São Paulo
Em 19 de dezembro de 2011, o Globo Notícia ganhou uma edição própria, substituindo a versão vespertina da rede, para a cidade de São Paulo. Contou com a apresentação de Carlos Tramontina (âncora do SPTV) como titular ou, eventualmente, Monalisa Perrone, César Tralli, Fábio Turci, Flávia Freire ou Glória Vanique, podendo também ser gerado eventualmente do Rio de Janeiro. Por conta de mudanças na programação da emissora no período vespertino, foi exibido pela última vez no dia 14 de fevereiro de 2014.

## Edições Especiais
Em 07 de Outubro de 2012, O Globo Notícia foi exibido excepcionalmente em HD, Por Conta das Eleições Municipais com a Apresentação de Chico Pinheiro, as 16:15, Depois do The Voice Brasil.
Em 27 de Janeiro de 2013, Renata Ceribelli Apresentou o Globo Notícia durante a Cobertura do Incêndio na Boate Kiss no Intervalo do Esquenta!.
Em 28 de Janeiro, O Globo Notícia teve a edição matutina com a duração extendida por mais de 30 minutos por Causa da Cobertura do Incêndio na Boate Kiss com a Apresentação de Evaristo Costa, durante o Bem Estar.
Em 11 de Fevereiro, O Globo Notícia também teve a edição matutina extendida por Causa da Renuncia do Papa Bento XVI com a Apresentação de Sandra Annenberg. Além disso, Sandra Annenberg entrou ao vivo com dois Boletins do Globo Notícia durante os Intervalos do Mais Você falando sobre o Papa.
Em 28 de Fevereiro, O Globo Notícia teve a edição matutina sendo exibida em duas partes no Bem Estar, quando o Papa Bento XVI surpreendeu o mundo ao renunciar ao papado, tornando-se o primeiro pontífice a abdicar em quase 600 anos. Sua decisão abriu caminho para um novo capítulo na Igreja Católica e marcou a história do Vaticano.
Em 07 de Setembro, A Globo colocou Carlos Tramontina no ar desde cedo em boletins ancorados do Globo Notícia em HD. Uma das interrupções durou mais de 30 minutos, sendo sucedida por outras mais rápidas, essas já com a vinheta do Globo Notícia. Ana Paula Araújo apresentou a Edição da tarde chamando links de Gioconda Brasil e Veruska Donato ao longo de toda a tarde, inclusive antes, no intervalo e depois do Amistoso da Seleção.[carece de fontes?]

## Elenco

### Apresentadores titulares
- Sandra Annenberg (2005-2014) (edição matutina)
- Evaristo Costa (2005-2014) (edição matutina)
- Fátima Bernardes (2005-2011) (edição vespertina)
- Patrícia Poeta (2011-2014) (edição vespertina)
- William Bonner (2005-2014) (edição vespertina)

### Apresentadores eventuais
- Renata Vasconcellos (2005-2013)
- Chico Pinheiro (2005-2013)
- Fábio William (2013)
- Alexandre Garcia (2005-2013)
- Renata Ceribelli (2005-2010)
- Glória Maria (2005-2008)
- Pedro Bial (2005-2008)
- Zeca Camargo (2005-2010)
- Renata Capucci (2005-2013)
- Márcio Gomes (2005-2013)
- Heraldo Pereira (2005-2014)
- Carla Vilhena (2006-2011)
- William Waack (2006-2011)
- Leilane Neubarth (2007-2010)
- Monalisa Perrone (2011-2014)
- Ana Paula Araújo (2011-2014)
- Christiane Pelajo (2009-2012)
- Zileide Silva (2010-2013)

### Apresentador de SP
- Carlos Tramontina (2011-2014)

### Apresentadores Eventuais de SP
- César Tralli (2011-2014)
- Monalisa Perrone (2012-2014)
- Fábio Turci (2012-2014)
- Flávia Freire (2012-2014)
- Gloria Vanique (2013-2014)